# Ancyluris miniola
Ancyluris miniola is een vlindersoort uit de familie van de prachtvlinders (Riodinidae), onderfamilie Riodininae.
Ancyluris miniola werd in 1868 beschreven door H. Bates.